# Англескевиль-ла-Персе
Англескеви́ль-ла-Персе́ (фр. Englesqueville-la-Percée) — коммуна во Франции, находится в регионе Нижняя Нормандия. Департамент коммуны — Кальвадос. Входит в состав кантона Изиньи-сюр-Мер. Округ коммуны — Байё.
Код INSEE коммуны — 14239.

## Население
Население коммуны на 2010 год составляло 86 человек.
| 1962 | 1968 | 1975 | 1982 | 1990 | 1999 | 2010 |
| ---- | ---- | ---- | ---- | ---- | ---- | ---- |
| 191  | 180  | 158  | 121  | 125  | 97   | 86   |

## Экономика
В 2010 году среди 55 человек трудоспособного возраста (15—64 лет) 38 были экономически активными, 17 — неактивными (показатель активности — 69,1 %, в 1999 году было 71,4 %). Из 38 активных жителей работали 33 человека (18 мужчин и 15 женщин), безработных было 5 (4 мужчины и 1 женщина). Среди 17 неактивных 5 человек были учениками или студентами, 10 — пенсионерами, 2 были неактивными по другим причинам.